# Стрічковий вакуум-фільтр
Стрічковий вакуум-фільтр — вакуум-фільтр з робочим органом у вигляді нескінченної стрічки із закріпленою на ній фільтрувальною тканиною.

Відносяться до безперервно діючих апаратів, призначених для фільтрування крупнозернистих швидкоосаджуваних суспензій, а також тонкоподрібнених матеріалів, для яких інші типи фільтрів непридатні. Ці фільтри застосовуються при зневодненні магнетитового концентрату крупністю від 0,2 до 2 мм, хвостів залізорудних фабрик, продуктів збагачення сильвінітових руд, флотаційних марганцевих концентратів.
Стрічковий вакуум-фільтр (рис. 1.) являє собою нескінченну гумову стрічку з отворами, покриту стрічкою з фільтротканини, і натягнуту на приводний і натяжний барабани. Борти стрічки ковзають зі швидкістю 0,01—0,167 м/с по двох напрямних планках, а середня її частина прилягає до колосникових решіток над вакуум-камерою. Вакуум-камера розташовується між приводним і натяжним барабанами по всій довжині під верхньою гілкою стрічки. Вакуум-камера з'єднана патрубками з колектором для відведення фільтрату в ресивер. Пульпа надходить на стрічку наливом з живильного лотка і утворює шар кеку. Кек знімається ножовим пристроєм при огинанні стрічкою приводного барабана. Нижня частина стрічки, підтримувана роликами, промивається з метою регенерації фільтротканини.
Стрічкові вакуум-фільтри застосовують для фільтрування грубозернистих пульп (крупністю до 3 мм), частинки яких не утримуються на обертових поверхнях дискових і барабанних фільтрів (наприклад, при зневодненні згущених грубозернистих шламів).
Стрічковий вакуум-фільтр складається з приводного 1 і натяжного 6 барабанів, вакуум-камери 2, гумовотканинної стрічки 5, живильного лотка 4 і бортів 3.
Фільтрувальна тканина закріпляється на гумовотканинній стрічці гумовими шнурами. У стрічці передбачені отвори, які з'єднують підтканинний простір стрічки з вікнами золотникової решітки вакуум-камери. Під робочою (верхньою) частиною стрічки розташована вакуумна камера, що патрубками з'єднана з колектором для відводу фільтрату.
Вихідний матеріал по живильному лотку подають на поверхню фільтрувальної тканини. Під дією вакууму вода проходить через фільтрувальну тканину і отвори в стрічці у вакуумну камеру. При русі стрічки над вакуумною камерою осад зневоднюється, сушиться і знімається зі стрічки при сході її з приводного барабану шкребком 7.
Спеціальний завантажувальний пристрій забезпечує рівномірний розподіл суспензії по всій ширині стрічки. У стрічці є поперечні канавки з наскрізними отворами, через які фільтрат надходить у вакуум-камеру і звідти відводиться в ресивер.
По довжині верхньої робочої частини стрічки є дві зони: I — зона набору осаду; II — зона зневоднення і просушування осаду.
Після розвантаження кеку фільтрувальне полотно проходить стадію регенерації. Вода під тиском зі спеціальних сопел безперервно омиває обидві сторони полотна. Спеціальна оптико-електромеханічна система управління запобігає сходу стрічки. Приводний барабан має безступінчатий регульований привод.
До переваг стрічкових вакуум-фільтрів відносять: простоту пристрою і обслуговування; збіг напрямків сили тяжіння і руху частинок під дією розрідження; можливість регенерації фільтротканини; до недоліків — великі розміри (необхідна значна площа для установки фільтра); відносно мала поверхня фільтрування, неповне використання фільтрувальної тканини і складність її заміни.
Технічна характеристика барабанного стрічкового вакуум-фільтра наведена в таблиці.